# Groovie Ghoulies
Die Groovie Ghoulies waren eine US-amerikanische Horrorpunk-Band aus Sacramento, Kalifornien, die 1983 gegründet wurde und sich 2007 auflöste. Die Besetzung wechselte häufig im Laufe der Jahre, so dass Bandgründer, sowie Bassist und Sänger Jeff Alexander, alias Kepi, das einzige konstante Mitglied blieb. Der Bandname ist der Zeichentrickserie Groovie Goolies von 1970 entliehen, einem Ableger von Sabrina the Teenage Witch. 

## Bandgeschichte
Die Groovie Ghoulies ziehen ihre musikalischen Einflüsse von frühen Punkbands, wie den Ramones oder The Dickies, wie auch von Garage-Rock- und Bubblegum-Gruppen der 1960er, mit einfachen Riffs und eingängigen Melodien. Textlich behandeln ihre Lieder überwiegend Themen aus Horrortrash und Science-Fiction. 1983 gegründet, folgte drei Jahre später mit der Single Flying Saucer die erste Veröffentlichung der Gruppe. Das Debütalbum Appetite for Adrenochrome wurde 1989 eingespielt. Dennoch dauerte es noch Jahre, bis sich ab 1994 eine zunächst lokale Popularität einstellte, die sich mit dem dritten Album World Contact Day und dem Vertrag bei Lookout! Records steigern konnte. Die Webseite The A.V. Club lobt den Klang der Band als „Mischung aus den Misfits und den Archies“. Das Ox-Fanzine lobt den Klang des Albums als „sowohl flapsigen, wie auch ordentlich rockenden Sound“.
1990 heirate Alexander Sparman, die später der Band beitrat. Als Ehepaar bildeten sie den Nucleus der Groovie Ghoulies. Ab 1997 folgten Touren in Europa. Nach sechs Alben folgte ein Wechsel zum niederländischen Label Stardumb Records, unter dem 2002 Go! Stories erschien. Als „kunterbunter Comic-Pop-Punk mit zündenden Simpelst-Melodien“ mit „quäkender Stimme“ beschrieben, zieht das Ox-Fanzine erneut ein positives Fazit.
Am 9. Mai 2007 gab die Band ihre Auflösung bekannt. Als Hauptgrund wurde genannt, dass es nach der Scheidung der beiden langjährigen Mitglieder Jeff Alexander und Rochelle Sparman zunehmend schwieriger wurde, die Band am Leben zu halten. 2008 erschienen zwei den Groovie Ghoulies gewidmete Tributalben, Let's Go Ghoulie unter dem US-Label Knowhere Records, sowie The Kids Go Go Go Crazy des deutschen Labels Kamikaze Records.

## Diskografie

### Alben
- 1989: Appetite for Adrenochrome (Wiederveröffentlichungen 1996, 2003 und 2015, CD/LP)
- 1994: Born in the Basement (Wiederveröffentlichungen 1996 und 2004, CD/LP)
- 1996: World Contact Day (Wiederveröffentlichung 2002, CD/LP)
- 1997: Re-Animation Festival (Wiederveröffentlichung 2003, CD/LP)
- 1999: Fun in the Dark (Wiederveröffentlichung 2003, CD/LP)
- 2000: Travels With My Amp (CD/LP)
- 2002: Go! Stories (CD/LP)
- 2003: Monster Club (CD)
- 2007: 99 Lives (CD)
- 2014: Flying Saucer Rock-n-Roll (Kompilation, CD/LP)

### EPs
- 1997: Planet Brian Jones (7"-LP)
- 1997: 3 for the Price of One (7"-Split-EP mit Wankin' Teenagers und Receivers)
- 1998: Chronic for the Troops (CD und 7"-Split-EP mit Chixdiggit)
- 1998: Funny Funny/Wig-Wam Bam (7"-Split-EP mit The Donnas)
- 1999: What Else? (12"-Split-EP mit Lynrd's Innards und Slingshot Episode)
- 2001: Freaks on Parade (Wiederveröffentlichung als LP 2014)
- 2001: Summer Fun with the Groovie Ghoulies
- 2002: Summer Fun 2002
- 2004: Til Death do us Party (7"-Split-EP mit The Secretions)
- 2005: Berry'd Alive (10"-LP, Chuck Berry-Cover-EP)

### Singles
- 1986: Flying Saucer (7"-LP)
- 1988: Don't Go Out Into the Rain (7"-LP)
- 1988: Armageddon 2000 (7"-LP)
- 1990: Hello Hello (7"-LP)
- 1992: Lost Generation (7"-LP)
- 1992: Christmas on Mars (7"-LP)
- 1995: The Beast with 5 Hands (7"-LP)
- 1996: Island of Pogo Pogo (7"-LP)
- 1997: Magic 8 Ball (7"-LP)
- 1997: Running with Bigfoot (CD/7"-LP)
- 1997: Graveyard Girlfriend (7"-LP)
- 2000: Vampire Girl (7"-LP)